# Lijst van rechtvleugeligen van Nederland
Deze Lijst van rechtvleugeligen (Orthoptera) van Nederland toont de in Nederland voorkomende sprinkhanen en krekels per provincie. Op de lijst staan 54 soorten waarvan twee zijn verdwenen uit Nederland, de Klappersprinkhaan en de Europese treksprinkhaan. Deze laatste soort wordt incidenteel nog wel eens als waargenomen. Het gaat dan om ontsnapte of uitgezette dieren.

## Langsprieten(Ensifera)

### Sabelsprinkhanen(Tettigoniidae)
| Soort                                                                | Friesland | Groningen | Drenthe | Overijssel | Flevoland | Gelderland | Utrecht | Noord-Holland | Zuid-Holland | Zeeland | Noord-Brabant | Limburg |
| -------------------------------------------------------------------- | --------- | --------- | ------- | ---------- | --------- | ---------- | ------- | ------------- | ------------ | ------- | ------------- | ------- |
| Sikkelsprinkhaan Phaneroptera falcata (Poda, 1761)                   | x         | x         | x       | x          | x         | x          | x       | x             | x            | x       | x             | x       |
| Zuidelijke sikkelsprinkhaan Phaneroptera nana Fieber, 1853           |           |           |         |            |           |            |         |               | x            |         | x             |         |
| Struiksprinkhaan Leptophyes punctatissima (Bosc, 1792)               | x         | x         | x       | x          | x         | x          | x       | x             | x            | x       | x             | x       |
| Boomsprinkhaan Meconema thalassinum (De Geer, 1773)                  | x         | x         | x       | x          | x         | x          | x       | x             | x            | x       | x             | x       |
| Zuidelijke boomsprinkhaan Meconema meridionale Costa, 1860           | x         | x         | x       | x          | x         | x          | x       | x             | x            | x       | x             | x       |
| Schildboomsprinkhaan Cyrtaspis scutata (Charpentier, 1825)           |           |           |         |            |           |            | x       |               |              |         |               |         |
| Gewoon spitskopje Conocephalus dorsalis (Latreille, 1804)            | x         | x         | x       | x          | x         | x          | x       | x             | x            | x       | x             | x       |
| Zuidelijk spitskopje Conocephalus fuscus (Fabricius, 1793)           | x         | x         | x       | x          | x         | x          | x       | x             | x            | x       | x             | x       |
| Grote spitskop Ruspolia nitidula (Scopoli, 1786)                     |           |           |         |            |           | x          | x       | x             | x            | x       | x             | x       |
| Kleine groene sabelsprinkhaan Tettigonia cantans (Fuessly, 1775)     |           |           |         | x          |           | x          |         |               |              |         |               |         |
| Grote groene sabelsprinkhaan Tettigonia viridissima (Linnaeus, 1758) | x         | x         | x       | x          | x         | x          | x       | x             | x            | x       | x             | x       |
| Wrattenbijter Decticus verrucivorus (Linnaeus, 1758)                 |           |           | †       | †          |           | x          | †       | †             | †            | †       | †             | †       |
| Kleine wrattenbijter Gampsocleis glabra (Herbst, 1786)               |           |           |         |            |           | x          |         |               |              |         |               |         |
| Duinsabelsprinkhaan Platycleis albopunctata (Goeze, 1778)            |           |           |         |            |           | x          |         | x             | x            | x       |               | x       |
| Lichtgroene sabelsprinkhaan Bicolorana bicolor (Philippi, 1830)      |           |           |         |            |           |            |         |               |              |         | x             | x       |
| Heidesabelsprinkhaan Metrioptera brachyptera (Linnaeus, 1761)        | x         | x         | x       | x          |           | x          | x       | x             | x            |         | x             | x       |
| Greppelsprinkhaan Roeseliana roeselii (Hagenbach, 1822)              | x         | x         | x       | x          | x         | x          | x       | x             | x            | x       | x             | x       |
| Bramensprinkhaan Pholidoptera griseoaptera (De Geer, 1773)           | x         | x         | x       | x          |           | x          | x       | x             | x            | x       | x             | x       |
| Zadelsprinkhaan Ephippiger diurnus Dufour, 1841                      |           |           |         |            |           | x          | †       |               |              |         |               | †       |

### Krekels(Gryllidae)
| Soort                                                       | Friesland | Groningen | Drenthe | Overijssel | Flevoland | Gelderland | Utrecht | Noord-Holland | Zuid-Holland | Zeeland | Noord-Brabant | Limburg |
| ----------------------------------------------------------- | --------- | --------- | ------- | ---------- | --------- | ---------- | ------- | ------------- | ------------ | ------- | ------------- | ------- |
| Veldkrekel Gryllus campestris Linnaeus, 1758                | x         |           | x       | x          |           | x          | x       | x             | x            | x       | x             | x       |
| Huiskrekel Acheta domesticus (Linnaeus, 1758)               | x         | x         | x       | x          | x         | x          | x       | x             | x            | x       | x             | x       |
| Spoorkrekel Eumodicogryllus bordigalensis (Latreille, 1804) |           |           |         |            |           | x          |         | x             | x            |         |               |         |
| Dierentuinkrekel Gryllodes sigillatus (Walker, 1869)        |           |           | x       |            |           | x          | x       | x             | x            |         | x             |         |
| Boskrekel Nemobius sylvestris (Bosc, 1792)                  | x         | x         |         | x          |           | x          | x       | x             | x            | x       | x             | x       |
| Boomkrekel Oecanthus pellucens (Scopoli, 1763)              | x         |           | x       |            | x         | x          | x       | x             | x            | x       | x             | x       |

### Mierenkrekels(Myrmecophilidae)
| Soort                                               | Friesland | Groningen | Drenthe | Overijssel | Flevoland | Gelderland | Utrecht | Noord-Holland | Zuid-Holland | Zeeland | Noord-Brabant | Limburg |
| --------------------------------------------------- | --------- | --------- | ------- | ---------- | --------- | ---------- | ------- | ------------- | ------------ | ------- | ------------- | ------- |
| Mierenkrekel Myrmecophilus acervorum (Panzer, 1799) |           |           |         |            |           |            |         |               |              |         | x             |         |

### Veenmollen(Gryllotalpidae)
| Soort                                            | Friesland | Groningen | Drenthe | Overijssel | Flevoland | Gelderland | Utrecht | Noord-Holland | Zuid-Holland | Zeeland | Noord-Brabant | Limburg |
| ------------------------------------------------ | --------- | --------- | ------- | ---------- | --------- | ---------- | ------- | ------------- | ------------ | ------- | ------------- | ------- |
| Veenmol Gryllotalpa gryllotalpa (Linnaeus, 1758) | x         |           | x       | x          | x         | x          | x       | x             | x            | x       | x             | x       |

### Grottensprinkhanen(Rhaphidophoridae)
| Soort                                             | Friesland | Groningen | Drenthe | Overijssel | Flevoland | Gelderland | Utrecht | Noord-Holland | Zuid-Holland | Zeeland | Noord-Brabant | Limburg |
| ------------------------------------------------- | --------- | --------- | ------- | ---------- | --------- | ---------- | ------- | ------------- | ------------ | ------- | ------------- | ------- |
| Kassprinkhaan Tachycines asynamorus Adelung, 1902 | x         |           | x       | x          |           | x          | x       | x             | x            | x       | x             | x       |

## Kortsprieten(Caelifera)

### Doornsprinkhanen(Tetrigidae)
| Soort                                            | Friesland | Groningen | Drenthe | Overijssel | Flevoland | Gelderland | Utrecht | Noord-Holland | Zuid-Holland | Zeeland | Noord-Brabant | Limburg |
| ------------------------------------------------ | --------- | --------- | ------- | ---------- | --------- | ---------- | ------- | ------------- | ------------ | ------- | ------------- | ------- |
| Bosdoorntje Tetrix bipunctata (Linnaeus, 1758)   |           |           |         |            |           | x          |         |               |              |         |               |         |
| Zanddoorntje Tetrix ceperoi (Bolívar, 1887)      | x         | x         | x       | x          | x         | x          | x       | x             | x            | x       | x             | x       |
| Zeggedoorntje Tetrix subulata (Linnaeus, 1758)   | x         | x         | x       | x          | x         | x          | x       | x             | x            | x       | x             | x       |
| Kalkdoorntje Tetrix tenuicornis (Sahlberg, 1891) |           |           |         |            |           | x          | x       |               |              | x       | x             | x       |
| Gewoon doorntje Tetrix undulata (Sowerby, 1806)  | x         | x         | x       | x          | x         | x          | x       | x             | x            | x       | x             | x       |

### Veldsprinkhanen(Acrididae)
| Soort                                                         | Friesland | Groningen | Drenthe | Overijssel | Flevoland | Gelderland | Utrecht | Noord-Holland | Zuid-Holland | Zeeland | Noord-Brabant | Limburg |
| ------------------------------------------------------------- | --------- | --------- | ------- | ---------- | --------- | ---------- | ------- | ------------- | ------------ | ------- | ------------- | ------- |
| Rosevleugel Calliptamus italicus (Linnaeus, 1758)             |           |           |         |            |           |            |         |               |              |         |               | x       |
| Klappersprinkhaan Psophus stridulus (Linnaeus, 1758)          |           |           |         |            |           | †          |         |               |              |         |               | †       |
| Europese treksprinkhaan Locusta migratoria (Linnaeus, 1758)   |           | †         |         |            |           | †          | †       |               |              |         | †             | †       |
| Blauwvleugelsprinkhaan Oedipoda caerulescens (Linnaeus, 1758) | x         | x         | x       | x          |           | x          | x       | x             | x            | x       | x             | x       |
| Kiezelsprinkhaan Sphingonotus caerulans (Linnaeus, 1767)      |           |           |         | x          |           | x          | x       |               | x            |         | x             | x       |
| Moerassprinkhaan Stethophyma grossum (Linnaeus, 1758)         | x         | x         | x       | x          | x         | x          | x       | x             | x            | x       | x             | x       |
| Gouden sprinkhaan Chrysochraon dispar (Germar, 1834)          | x         | x         | x       | x          | x         | x          | x       | x             | x            |         | x             | x       |
| Zoemertje Stenobothrus lineatus (Panzer, 1796)                | x         |           |         | x          |           | x          | x       |               |              |         | x             | x       |
| Schavertje Stenobothrus stigmaticus (Rambur, 1838)            | x         | x         | x       | x          | x         | x          | x       | x             |              | x       |               | x       |
| Wekkertje Omocestus viridulus (Linnaeus, 1758)                | x         | x         | x       | x          | x         | x          | x       | x             | x            |         | x             | x       |
| Zwart wekkertje Omocestus rufipes (Zetterstedt, 1821)         | x         | x         | x       | x          |           | x          | x       |               |              |         | x             | x       |
| Locomotiefje Chorthippus apricarius (Linnaeus, 1758)          |           |           |         | x          |           | x          |         | x             |              |         |               | x       |
| Steppesprinkhaan Chorthippus vagans (Eversmann, 1848)         |           |           |         |            |           | x          |         |               |              |         |               | x       |
| Bruine sprinkhaan Chorthippus brunneus (Thunberg, 1815)       | x         | x         | x       | x          | x         | x          | x       | x             | x            | x       | x             | x       |
| Ratelaar Chorthippus biguttulus (Linnaeus, 1758)              | x         | x         | x       | x          | x         | x          | x       | x             | x            | x       | x             | x       |
| Snortikker Chorthippus mollis (Charpentier, 1825)             | x         | x         | x       | x          | x         | x          | x       | x             | x            | x       | x             | x       |
| Kustsprinkhaan Chorthippus albomarginatus (De Geer, 1773)     | x         | x         | x       | x          | x         | x          | x       | x             | x            | x       | x             | x       |
| Weidesprinkhaan Chorthippus dorsatus (Zetterstedt, 1821)      |           |           |         | x          |           | x          |         |               |              |         |               | x       |
| Krasser Pseudochorthippus parallelus (Zetterstedt, 1821)      | x         | x         | x       | x          | x         | x          | x       | x             | x            | x       | x             | x       |
| Zompsprinkhaan Pseudochorthippus montanus (Charpentier, 1825) | x         | x         | x       | x          |           | x          | x       |               |              | x       | x             | x       |
| Knopsprietje Myrmeleotettix maculatus (Thunberg, 1815)        | x         | x         | x       | x          | x         | x          | x       | x             | x            | x       | x             | x       |
| Rosse sprinkhaan Gomphocerippus rufus (Linnaeus, 1758)        |           |           |         | x          |           |            |         |               |              |         |               | x       |

Soorten die zijn verdwenen uit de betreffende provincie zijn aangegeven met een †.
Onderstaande lijsten tonen enkele exotische soorten die door menselijk handelen (versleept, uitgezet of als reptielenvoer) incidenteel in Nederland zijn aangetroffen en geen levensvatbare populaties (kunnen) vormen.

## Langsprieten(Ensifera)

### Sabelsprinkhanen(Tettigoniidae)
| Soort                                                             | Friesland | Groningen | Drenthe | Overijssel | Flevoland | Gelderland | Utrecht | Noord-Holland | Zuid-Holland | Zeeland | Noord-Brabant | Limburg |
| ----------------------------------------------------------------- | --------- | --------- | ------- | ---------- | --------- | ---------- | ------- | ------------- | ------------ | ------- | ------------- | ------- |
| Zuidelijke wrattenbijter Decticus albifrons (Fabricius, 1775)     |           |           |         |            |           |            |         |               |              |         | x             |         |
| Oostelijke struiksprinkhaan Leptophyes albovittata (Kollar, 1833) |           |           | x       |            |           |            |         |               |              |         |               |         |
| Ringpootsprinkhaan Rhacocleis annulata Fieber, 1853               |           |           |         | x          | x         | x          | x       | x             | x            |         |               | x       |
| Thyreonotus corsicus Rambur, 1838                                 |           |           |         |            |           |            |         |               | x            |         |               |         |
| Tweekleurige kreupelhoutsabel Yersinella raymondii (Yersin, 1860) |           |           |         |            |           |            | x       |               |              |         |               |         |

### Krekels(Gryllidae)
| Soort                                                   | Friesland | Groningen | Drenthe | Overijssel | Flevoland | Gelderland | Utrecht | Noord-Holland | Zuid-Holland | Zeeland | Noord-Brabant | Limburg |
| ------------------------------------------------------- | --------- | --------- | ------- | ---------- | --------- | ---------- | ------- | ------------- | ------------ | ------- | ------------- | ------- |
| Zuidelijke veldkrekel Gryllus bimaculatus De Geer, 1773 | x         | x         |         |            |           | x          | x       | x             |              |         | x             |         |

### Mogoplistidae
| Soort                                                   | Friesland | Groningen | Drenthe | Overijssel | Flevoland | Gelderland | Utrecht | Noord-Holland | Zuid-Holland | Zeeland | Noord-Brabant | Limburg |
| ------------------------------------------------------- | --------- | --------- | ------- | ---------- | --------- | ---------- | ------- | ------------- | ------------ | ------- | ------------- | ------- |
| Harige schubkrekel Arachnocephalus vestitus Costa, 1855 | x         |           |         |            |           |            |         |               |              |         |               |         |

### Veldsprinkhanen(Acrididae)
| Soort                                                          | Friesland | Groningen | Drenthe | Overijssel | Flevoland | Gelderland | Utrecht | Noord-Holland | Zuid-Holland | Zeeland | Noord-Brabant | Limburg |
| -------------------------------------------------------------- | --------- | --------- | ------- | ---------- | --------- | ---------- | ------- | ------------- | ------------ | ------- | ------------- | ------- |
| Egyptische sprinkhaan Anacridium aegyptium (Linnaeus, 1764)    | x         | x         |         | x          | x         | x          | x       | x             | x            |         | x             | x       |
| Acanthacris ruficornis (Fabricius, 1787)                       |           | x         |         |            |           |            |         |               |              |         |               |         |
| Woestijnsprinkhaan Schistocerca gregaria (Forskål, 1775)       |           |           |         | x          |           |            |         | x             |              |         |               | x       |
| Noordelijke bergsprinkhaan Melanoplus frigidus (Boheman, 1846) |           |           |         |            |           |            |         |               | x            |         |               |         |
| Europese treksprinkhaan Locusta migratoria (Linnaeus, 1758)    |           |           |         | x          | x         | x          | x       | x             | x            | x       | x             | x       |